# Jason Gardiner
Jason Gardiner (Melbourne, 6 novembre 1971) è un ballerino, coreografo e attore australiano, noto soprattutto come interprete di musical.

## Biografia
Ha fatto il suo debutto professionale a sedici anni nel musical Cats in scena in Australia, a cui è seguito un altro ruolo da ballerino a Sydney nel 1988, quando entrò nel cast della prima australiana di 42nd Street. Nel 1991 debuttò negli Stati Uniti in una tournée di West Side Story, un musical in cui recità nuovamente a Melbourne nel 1995 nel ruolo di Riff. Nel 1996 fece il suo debutto sulle scene londinesi nel musical Dames at Sea, mentre nel 1997 ricoprì come sostituto i ruoli principali di Munkustrap, Rum Tum Tugger e Gus nella produzione del West End di Cats in scena al New London Theatre; recitò anche nell'adattamento cinematografico di Cats del 1998, nel ruolo di Alonzo. Nel 1998 recitò accanto a Hugh Jackman in Oklahoma! al Royal National Theatre, mentre l'anno successivò danzò nell'ensemble di Chicago all'Adelphi Theatre di Londra. Nel 2002 fu Bertie Bassett in un allestimento di Lady, Be Good in scena al Gran Teatro La Fenice di Venezia, un ruolo che riprese nella produzione in scena alla Sao Carlos Opera House di Lisbona nel 2002, coreografata dallo stesso Gardiner. Sempre nel 2002 tornò a recitare al Royal National Theatre di Londra nel musical Anything Goes, in cui recitò anche nella trasferta della produzione al Drury Lane Theatre del West End; nel 2003 intanto aveva fatto il suo debutto teatrale in Libano nel musical Chicago.
Jason Gardiner è dichiaratamente gay.

## Filmografia

### Cinema
- Cats, regia di David Mallet (1998)
- De-Lovely - Così facile da amare (De-Lovely), regia di Irwin Winkler (2004)
- Beyond the Sea, regia di Kevin Spacey (2004)

### Televisione
- Great Performances - serie TV, 1 episodio (1998)